# Anca Pătrășcoiu
Anca Pătrășcoiu, född 17 oktober 1967 i Baia Mare i Maramureș, är en rumänsk före detta simmare.
Pătrășcoiu blev olympisk bronsmedaljör på 200 meter ryggsim vid sommarspelen 1984 i Los Angeles.